# Иванов, Виктор Сергеевич (пилот)
Виктор Сергеевич Иванов (30 июня 1937 — 30 декабря 2008) — пилот 1-го класса, Герой Социалистического Труда. Одним из первых освоил полеты на вертолётах МИ-6 и МИ-10К, участвовал в государственных испытаниях этих летательных аппаратов в условиях Крайнего Севера.

## Биография
Родился 30 июля 1937 года в городе Ворошиловград Украинской ССР, ныне Луганск. Русский. Отец погиб на фронте в Великой Отечественной войне. Подростком пережил немецкую оккупацию.
В 1954 году окончил среднюю школу в Луганске, в 1957 году – Центральную планерную школу ДОСААФ в Калуге. Работал инструктором- летчиком в Кировоградском областном аэроклубе, с 1957 года – в Луганском областном аэроклубе.
С августа 1961 года начал работать в Гражданской авиации: пилотом самолёта Як-12 в 246-м летном отряде Тюменского авиационного предприятия Уральского управления Гражданского воздушного флота (освоил также самолёт Як-18).
В 1963 году прошёл переобучение на вертолёты и с этого года работал командиром экипажа вертолёта Ми-4. В 1964 году освоил вертолёт Ми-6 и трудился в 255-м летном отряде Тюменского авиапредприятия вторым пилотом, с 1967 года – командиром экипажа, с 1974 года – командиром звена. После нового переобучения в июне 1977 года был назначен командиром экипажа вертолёта Ми-10К.
Вся летная деятельность В. Иванова проходила на севере Тюменской области. Он внес большой личный вклад в развитие нефтяной и газовой промышленности области. Участвовал в государственных испытаниях тяжелых вертолётов Ми-6 и Ми-10К в условиях Крайнего Севера. Освоил и широко применял передовую технологию перевозки крупногабаритных грузов на внешней подвеске в собранном виде и их установку непосредственно вертолётом, без использования наземной техники.
В числе первых начал транспортировку опор ЛЭП-500 в собранном виде к месту их монтажа, чем способствовал досрочному завершению строительства ЛЭП-500 Тюмень-Сургут- Нижневартовск. Участвовал в строительстве железных дорог Ивдель-Обь, Тюмень-Сургут-Нижневартовск, Сургут- Новый Уренгой. На его счету нити газо- и нефтепроводов из районов освоения в европейскую часть страны.
Также работал на строительстве Байкало-Амурскоий магистрали, газопровода Уренгой-Ужгород, линий электропередачи под Комсомольском-на – Амуре, установке высотной телевизионной башни в Якутске и на многих других объектах. Выполнил уникальную операцию по доставке и установки на место монтажа 4 заводских труб на Надежнинском металлургическом комбинате в Норильске.
С 1982 года – пилот-инструктор Тюменского авиационного отряда Тюменского управления гражданской авиации.
В сентябре 1984 года по состоянию здоровья освобожден от летной работы. Перешёл на наземную работу – дежурным штурманом аэропорта Тюменского авиационного отряда.
В июле 1998 года вышел на пенсию. Жил в городе Тюмень на улице Новой.
30 апреля 2013 года на доме № 17 по улице Новой была установлена и открыта мемориальная доска с надписью «В этом доме с 1973 по 2008 гг. жил Герой Социалистического Труда, Кавалер ордена Ленина Иванов Виктор Сергеевич (1937-2008 гг)».
Звезду Героя Социалистического Труда Иванову Виктору Сергеевичу вручили в 1983 году за выдающиеся производственные достижения, досрочное выполнение планов и социалистических обязательств, освоение и внедрение новой авиационной техники и проявленную при этом трудовую доблесть.  Он прославился как мастер воздушного монтажа.

## Награды
- орденом Ленина (1971),
- бронзовой медалью ВДНХ (1981),
- Дипломом почета ВДНХ (1982),
- медалью «100 лет со дня рождения В.И.Ленина»,
- Герой Социалистического Труда (1983).